# Tennessee Waltz
Tennessee Waltz, también conocido como Tennessee Nights, es una película de suspense estadounidense de 1989 dirigida por Nicolas Gessner y protagonizada por Julian Sands, Stacey Dash y Ed Lauter. Fue adaptado para la pantalla por Laird Koenig de la novela de 1984 Minnie oder Ein Fall von Geringfügigkeit ("Minnie, o un caso de insignificancia") de Hans Werner Kettenbach.

## Sinopsis
Un abogado británico de vacaciones en Tennessee es acusado de asesinato.

## Reparto
- Julian Sands como Wolfgang Leighton
- Stacey Dash como Minnie
- Ed Lauter
- Ned Beatty como Charlie Kiefer
- Denise Crosby como Sally Lomas
- Brian McNamara como Hewitt
- Rod Steiger como juez Prescott
- Wallace Wilkinson como productor discográfico
- Johnny Cash como él mismo
- David Hess como Hank
- Gary Grubbs como fiscal de distrito